# Grindon and Thorpe Thewles
Grindon and Thorpe Thewles är en civil parish i kommunen Borough of Stockton-on-Tees i grevskapet Durham i England, 400 km norr om huvudstaden London. Den bildades den 1 april 2019.